# Gunungiella pantchadachi
Gunungiella pantchadachi är en nattsländeart som beskrevs av Schmid 1968. Gunungiella pantchadachi ingår i släktet Gunungiella och familjen stengömmenattsländor. Inga underarter finns listade i Catalogue of Life.